# Remuera (Schiff, 1973)
Die Remuera war über mehrere Jahre das weltweit größte Kühlcontainerschiff.

## Geschichte

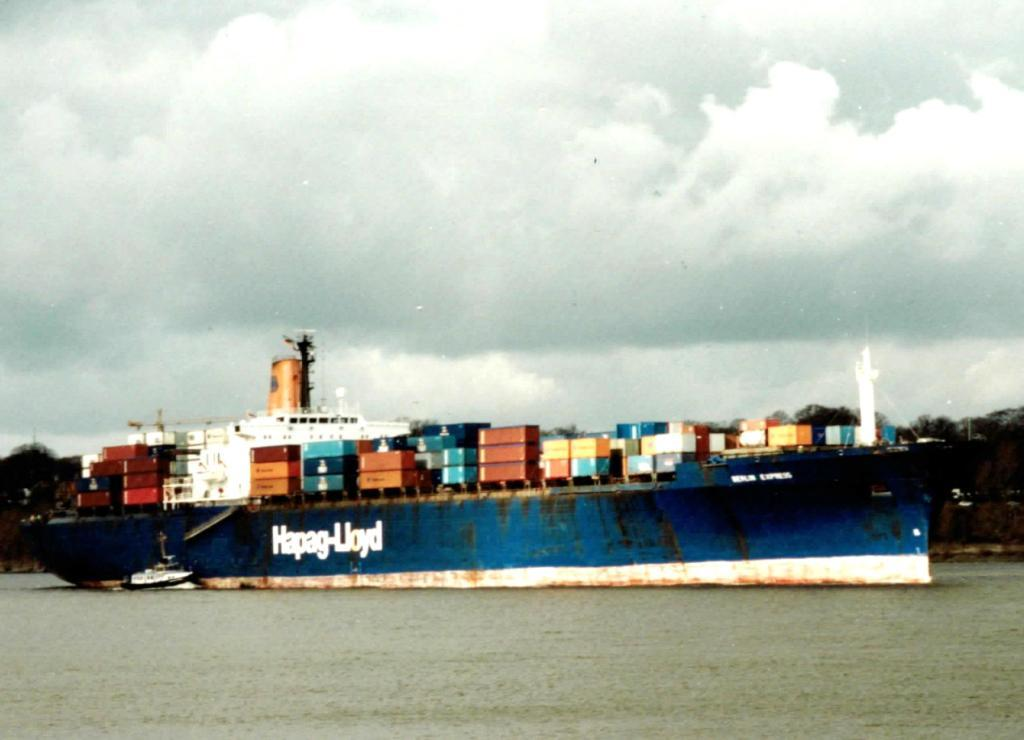
Die Remuera als Berlin Express auf der Elbe

Das Kühlcontainerschiff Remuera wurde 1972 von der Reederei Peninsular and Oriental Steam Navigation Company bestellt. Am 12. Juni 1972 wurde der Neubau als Baunummer 40 bei der schottischen Swan-Hunter-Werft in High Walker zu Wasser gelassen. Beim Bau war das Schiff mit einer Containerkapazität von 1.650 TEU angegeben, was sich später durch eine höhere Stauung an Deck auf 2.074 TEU änderte.
Nach ihrer Übergabe am 13. Dezember 1973 wurde das Schiff zunächst an das Associated-Container-Transportation-Konsortium verchartert und im Europa-Australien-Neuseeland-Containerdienst eingesetzt. Ab 1977 wurde es als Remuera Bay in den neu gruppierten Dienst der ACT und der Australia Europe Container Service (AECS) des Reedereikonsortiums Overseas Containers Limited (OCL) eingegliedert. Ab 1993 wurde das Schiff als Berlin Express von der Reederei Hapag-Lloyd eingesetzt, blieb aber im angestammten Fahrtgebiet.
Am Ende der Dienstzeit wurde das Schiff vom ersten Neubau der Santa-R-Klasse, der P&O Nedlloyd Remuera abgelöst und sollte danach verschrottet werden. Aufgrund des zu diesem Zeitpunkt großen Ladungsaufkommens wurde das Schiff aber für eine weitere Rundreise nach Europa und zurück eingesetzt und wurde hierfür am 17. März 2002 in Auckland auf den Namen Press umbenannt. Nach Abschluss dieser Reise traf das Schiff schließlich am 10. Juni 2002 zum Abbruch im chinesischen Jiangyin ein.

## Fast-Schwesterschiffe
Die Remuera wurde 1970 als eines von vier baugleichen Schiffen bestellt, um den Europa-Neuseeland-Handel zu containerisieren. In der Zusammensetzung des Ladungsstroms dieses Dienstes lag auch das ungewöhnliche Verhältnis von über 1.100 Porthole-Kühlcontainerplätzen und anfangs nur rund 400 TEU an herkömmlichen Stellplätzen begründet. Sie galt lange Zeit mit in der Summe 1,1 Mio. cbft Kühlraum als das Schiff mit der größten Kühlkapazität. Die größten Kühlschiffe hatten derzeit rund 650.000 cbft Kühlkapazität, die größten Kühlcontainerschiffe dieser Zeit hatten rund 830 TEU Kühlcontainerstellplätze (rund 830.000 cbft).
Die Remuera wurde letztlich als einziges Schiff dieser Serie fertiggestellt, da es landseitig große Zweifel an der Leistungsfähigkeit der für die Kühlcontainerschifffahrt nötigen Hinterlandlogistik, insbesondere der neuseeländischen Eisenbahn gab. Nachdem die neuseeländischen Farmer ihre Unterstützung zurückzogen, ließ die Reedereigruppe nur die schon weit im Bau begriffene Remuera fertigstellen, führte die Schiffsbaureihe aber nicht weiter. Die anfangs befürchteten Engpässe in der Hinterlandanbindung traten nie ein.